# 麥克尼什島
54°9′S 37°28′W / 54.150°S 37.467°W
麥克尼什島（英語：McNish Island），是南極洲的島嶼，位於南喬治亞群島，處於奇普曼灣東部，由英國南極名稱諮詢委員會命名，由英國海外領土管轄。